# Anne Schedeen
Ann Schedeen, właśc. Luanne Ruth Schedeen (ur. 7 stycznia 1949 w Portlandzie) – amerykańska aktorka, znana głównie z roli Kate Tanner w serialu komediowym ALF, kręconym w latach 1986–1990.

## Filmografia
- Potyczki Amy as Det. Peggy Fraser (3 odcinki, 2001)
- Heaven’s  Prisoners (1996) jako Jungle Room Patron
- Praying Mantis (1993) (TV) jako Karen
- Perry Mason: The Case of the Maligned Mobster (1991) (TV) jako Paula Barrett
- ALF jako Kate Tanner (101 odcinków, 1986–1990)
- Cast the First Stone (1989) (TV) jako Elaine Stanton
- Slow Burn (1986) (TV) jako Mona
- Napisała: Morderstwo jako Julia Granger (1 odcinek, 1986)
- If Tomorrow Comes (1986) miniserial jako Charlotte
- Magnum, P.I. jako Audrey Gilbert (1 odcinek, 1986)
- Simon & Simon jako Bailey Randall /(2 odcinki, 1982–1985)
- Braker (1985) (TV) jako porucznik Polly Peters
- Paper Dolls jako Sara Frank (13 odcinków, 1984)
- E/R jako Karen Sheridan (1 odcinek, 1984)
- Cheers jako Emily Phillips (1 odcinek, 1984)
- Second Thoughts (1983) jako Janis
- Three’s Company jako Linda /5 odcinków, 1978-1982)
- The Incredible Hulk jako Kimberly Dowd (1 odcinek, 1979)
- Never Say Never (1979) (TV) jako dr Sarah Keaton
- Champions: A Love Story (1979) (TV) jako Diane Kachatorian
- Almost Heaven (1978) (TV) jako Margie
- Project U.F.O. jako Helen McNair (1 odcinek, 1978)
- Baretta jako Linda (1 odcinek, 1978)
- Switch jako Keelie Blair /(2 odcinki, 1975–1978)
- Exo-Man (1977) (TV) jako Emily Frost
- Family jako Susie (1 episodes, 1977)
- Kingston: Confidential (1 odcinek, 1977)
- Flight to Holocaust (1977) (TV) jako Linda Michaels
- Lanigan’s Rabbi (1 odcinek, 1977)
- Emergency! jako Carol /(6 odcinków, 1974–1976)
- Embryo (1976) jako Helen Holliston
- The Bionic Woman jako Milly Wilson (1 odcinek, 1976)
- Marcus Welby, M.D. jako Sandy Porter /(13 odcinków, 1974–1976)
- Three for the Road (1 odcinek, 1975)
- Szeryf McCloud jako Tina (1 odcinek, 1975)
- You Lie So Deep, My Love (1975) (TV) jako Ellen
- Lucas Tanner jako Flight Attendant Carolyn (1 odcinek, 1974)
- Ironside jako Vicki (1 odcinek, 1974)
- Aloha Means Goodbye (1974) (TV) jako Stewardess
- Get Christie Love! (1 odcinek, 1974)
- The Six Million Dollar Man jako Tina Larson (1 odcinek, 1974)